# Rejon czerniachowski (Ukraina)
Rejon czerniachowski – jednostka administracyjna wchodząca w skład obwodu żytomierskiego Ukrainy.
Rejon został utworzony w 1923 roku. Jego powierzchnia wynosi 850 km², a ludność liczy około 29 tysięcy mieszkańców. Siedzibą władz rejonowych jest Czerniachów.
Na terenie rejonu znajduje się 2 osiedlowe rady i 23 rady wiejskie obejmujące 54 wsie.

## Miejscowości rejonu
- (Андріївка)
- (Бежів)
- (Браженка)
- Czerniachów (Черняхів)
- (Дівочки)
- Fedorówka[2] (Федорівка)
- (Ганнопіль)
- Hołowyne (Головине)
- (Горбулів)
- (Городище)
- (Іванків)
- (Івановичі)
- (Ялинівка)
- (Карла Маркса)
- Kletyszcze[3] (Клітище)
- (Коростелівка)
- (Корчівка)
- (Крученець)
- (Ксаверівка)
- (Мала Горбаша)
- (Малинівка)
- (Мокренщина)
- (Науменка)
- (Некраші)
- (Нераж)
- (Нові Сали)
- (Новопіль)
- (Новосілка)
- (Окілок)
- (Осівка)
- (Осники)
- (Очеретянка)
- (Пекарщина)
- (Перемога)
- (Плехів)
- (Росівка)
- Rudnia[4] (Рудня)
- (Сали)
- (Селець)
- (Селянщина)
- (Славів)
- (Стирти)
- Ślipczyce[5] (Сліпчиці)
- Świda[6] (Свидя)
- (Щеніїв)
- (Щербини)
- (Троковичі)
- (Велика Горбаша)
- Widybór (Видибор)
- Wysokie (Високе)
- (Вишневе)
- (Вишпіль)
- (Вільськ)
- (Забріддя)
- (Зороків)
- Żadki[7] (Жадьки)